# Paul Mommertz

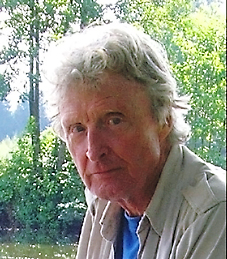
Paul Mommertz, 2007

Paul Mommertz (* 5. Februar 1930 in Aachen; † 6. Juli 2024) war ein deutscher Schriftsteller. Bekannt wurde er als Autor von Drehbüchern, Bühnenstücken, Hörspielen. Er machte sich einen Namen auch als Aphoristiker.

## Leben
Paul Mommertz, Sohn von Katharina Mommertz, geborene Baumann, und des Konditors Lambert Mommertz, studierte Geschichte und Kunstgeschichte sowie Germanistik in Bonn, Würzburg und Wien. Er war Journalist und unter anderem Redakteur der in den sechziger Jahren wieder erschienenen Satirezeitschrift Simplicissimus sowie Vertragsautor der Bavaria-Film. Danach war er als freier Autor tätig. Er verfasste über 40 Fernsehspiele sowie unter anderem Hörspiele, Bühnenstücke und Kurzgeschichten.
Ausgehend von Jugenderfahrungen in der Zeit des Nationalsozialismus und dem Schock der vollständigen Enthüllung der NS-Verbrechen, stehen in seinen dramatischen Texten Probleme von Anpassung und Widerstand im Zentrum. Der Aphorismenband Sichtwechsel nimmt das private, gesellschaftliche und politische Leben zum Gegenstand. Aus seiner lebenslangen
Auseinandersetzung mit Religion und (besonders katholischer) Kirche ergaben sich die Aphorismen unter dem Titel Sinnthesen.
Mommertz war katholisch, verheiratet ab 1960 mit Helene Mommertz, geborene Groneschild, lebte in München und hatte zwei Kinder (Susanne und Martin). Er starb am 6. Juli 2024.

## Werkverzeichnis (Auswahl)
- 1963: Aktion T4, Schauspiel, Uraufführung in den Münchner Kammerspielen, Regie und Fernsehfassung: Max Peter Ammann
- 1965: Walther Rathenau – Anatomie eines Attentats, Fernsehspiel des Süddeutschen Rundfunks, Regie: Franz Peter Wirth
- 1967: Das Attentat – Tod im Exil (L. D. Trotzki), Dokumentarfernsehspiel in zwei Teilen, Westdeutscher Rundfunk, Regie: August Everding
- 1970: Der Pedell (über Jakob Schmid, der die Geschwister Scholl denunzierte), Fernsehspiel des ZDF, Regie: Eberhard Itzenplitz
- 1974: Kriminalobermeisterin E. R., Fernsehspiel des ZDF, Regie: Peter Schulze-Rohr
- 1976: Elektra, Hörspiel des Südwestfunks, Regie: Heinz Krogmann
- 1978: Reinhard Heydrich – Manager des Terrors, Fernsehspiel des ZDF, Regie: Heinz Schirk
- 1980: Der Überläufer – Der Fall Wlassow, Fernsehspiel des ZDF, Regie: Hans Quest
- 1982: Fluchthelfer gesucht, Fernsehspiel des ZDF, Regie: Gerd Oelschlegel
- 1984: Die Wannseekonferenz, Fernsehspiel des Bayerischen Rundfunks, Regie: Heinz Schirk, weltweiter Kinoeinsatz: Premiere in Los Angeles, als prämierte ausländische Produktion auf Festivals in Caracas, Toronto und Rio de Janeiro
- 1988: Die Wannseekonferenz, Bühnenfassung, Premiere im Volkstheater Wien, Regie: Paul Blaha, Tourneen mit dem neuen theater Halle, Regie: Peter Sodann
- 1988: Gerichtstag, Hörspiel über Marie und Knut Hamsun im Bayerischen Rundfunk, Regie: Heinz Wendt
- 1989: Hamsun – Hitler, Bühnenfassung, Uraufführung im Theater Baden-Baden, Regie: Frieder Lorenz
- 1989: Götterdämmerung in Nürnberg, zweiteiliges Hörspiel des Westdeutschen Rundfunks, Regie: Hans Werner Schwarz
- 1991: Der Fall Lafarge, Kriminalfilm des ZDF, Regie: Erwin Keusch
- 1995: Nadja, Heimkehr in die Fremde, Fernsehfilm des ZDF, Regie: Torsten Näter
- 1990: Gott undsoweiter – Herzschlagzeilen, Aphorismen, erschienen im Grünewald-Verlag
- 2022: Die Wannseekonferenz, Fernsehfilm des ZDF, Regie: Matti Geschonneck, prämiert mit Grimme-Preis 2023 und vielen weiteren Preisen weltweit

## Manuskripte
- Senta und Sam, deutsch-israelische Lovestory, Drehbuch
- Der Hamsun-Skandal, Drehbücher für Ein- und Mehrteiler über Hamsun und Hitler
- Fritz Moskau, Drehbücher für Kino und TV über Friedrich Joseph Haass (1780–1853)

- Lena, Lena! – TV-Film-Krimödie
- Zwei Bräute zuviel – Boulevard-Komödie
- Urbi et Orbi – Kurzhörspiel

## Aphorismenbände
- Sichtwechsel – Aphorismen zu Menschen und Meinungen www.paul-mommertz.de
- Sinnthesen – Aphorismen über Gott und die Welt

## Auszeichnungen
- Dramatikerpreis der Münchner Kammerspiele
- Tukan-Preis der Stadt München 1965
- ehrende Anerkennung beim DAG-Fernsehpreis ’85
- Silberne Nymphe von Monte Carlo
- Silberner Hugo, Internationales Filmfestival Chicago
- 1. Preis beim World Television Festival in Tokio
- Barcelona, International Film Festival, bester TV-Dokumentarfilm
- Romy, Österreichischer Film- und Fernsehpreis
- Prix Europa, Best TV-Movie of the Year
- Gold World Medal der New York Filmfestivals
- CIVIS – Europäischer Medienpreis
- Günter Rohrbach Preis
- 3Sat-Publikums-Preis
- Deutscher Fernsehpreis 2022 (mit Magnus Vattrodt)
- Grimme-Preis 2023